# Gobano da Irlanda

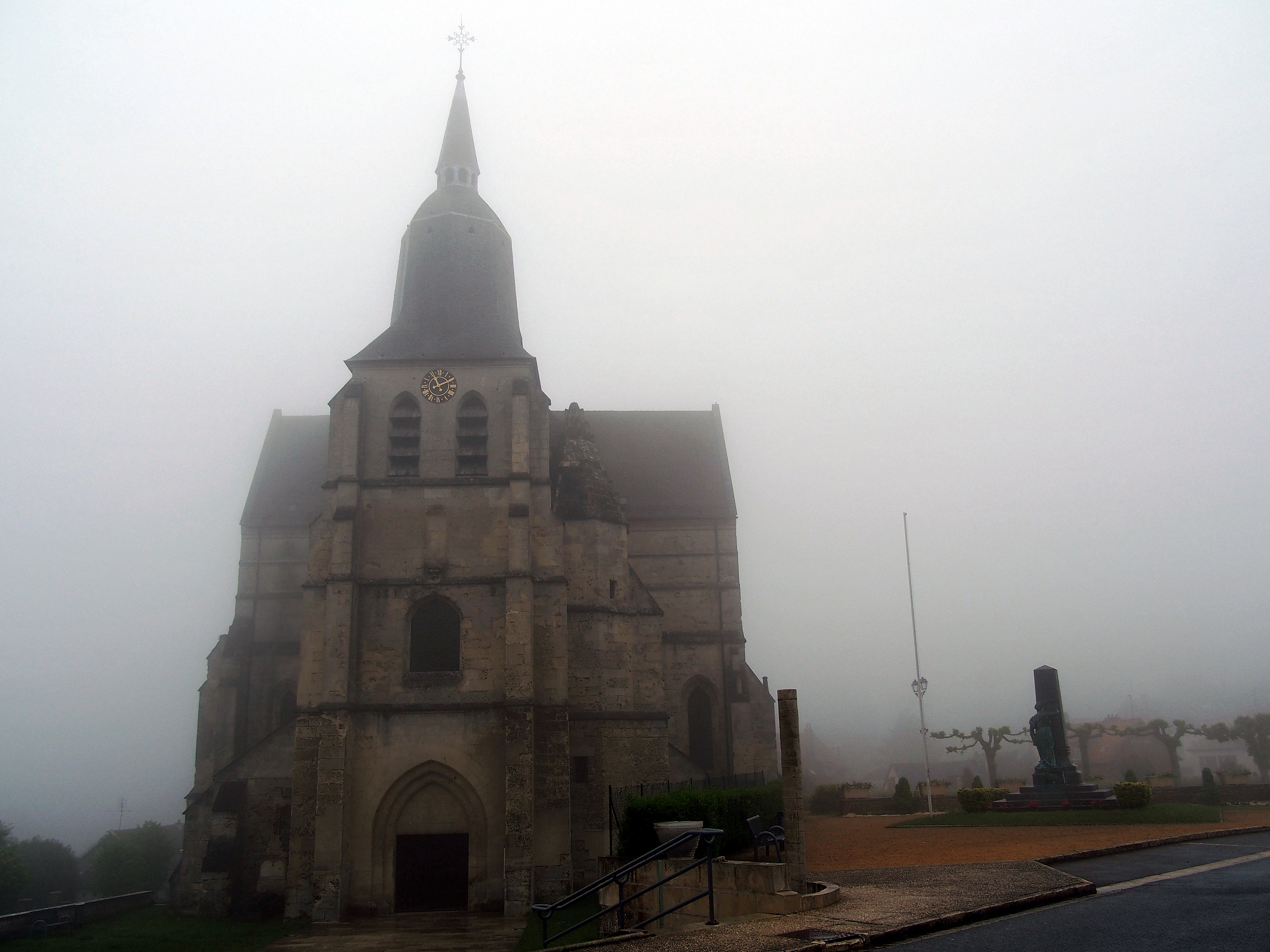
Igreja de Saint-Gobain, Aisne

São Gobano (falecido em 670), também conhecido como Goban, era um monge irlandês e estudante espiritual de São Fursey no Castelo Burgh, Norfolk, Inglaterra.
Nascido na Irlanda, era irmão de Saint Wasnon, (a quem é dedicada uma igreja em Condé-sur-l'Escaut). Gobano acompanhou Fursey à França. Alguns relatos mostram que ele ficou na Abadia de São Vicente, na Picardia, ou na abadia de Corbény, em Champagne, antes de se estabelecer em um eremitério na floresta de Voas, perto da atual Saint-Gobain. Lá, ele trouxe uma fonte ao cravar seu cajado de peregrino no chão.

Em 670, Gobain foi decapitado por saqueadores e sepultado em seu oratório, que se tornou um local de peregrinação. Sua festa é celebrada em 20 de junho.